# Дамиан (Марчук)
Архиепископ Дамиан (в миру Димитрий Георгиевич Марчук; 15 (27) ноября 1899, село Коростянино, Ровенский уезд, Волынская губерния, Российская Империя — 4 июля 1987, Луцк) — епископ Русской православной церкви, архиепископ Волынский и Ровенский.

## Биография
Родился 15 ноября 1899 года в селе Коростятино Ровенского уезда Волынской губернии (ныне село Малиновка Ровенской области) в семье псаломщика.
Окончил Клеванское духовное училище. В 1919 году окончил Волынскую духовную семинарию.
С июня 1920 года после смерти отца занимал место псаломщика в селе Коростянине.
После окончания советско-польской войны 1920 года оказался на отошедшей к Польше территории.
6 октября 1921 года епископом Кременецким Дионисием (Валединским) рукоположён во диакона, а 9 октября — во иерея к Свято-Михайловской Замшанской церкви на Волыни.
С 1921 по 1941 годы священствовал на приходах Волынской епархии.
С присоединением Западной Украины к СССР вошел в клир РПЦ.
В сентябре 1941 года направлен на приход в Каменец-Подольской области с поручением исполнять обязанности благочинного Славутского округа.
С весны 1943 года находился при соборе города Острога на Волыни.
С августа 1943 года назначен настоятелем Свято-Николаевской церкви города Винницы.
С января 1944 года по январь 1945 года находился на польской территории.
В январе 1945 года возвратился на Родину и назначен настоятелем прихода села Книжковцы Каменец-Подольской епархии.
В июне 1946 года — настоятель церкви города Заставна Черновицкой епархии и благочинный округа.
2 апреля 1961 года хиротонисан во епископа Черновицкого и Буковинского. Хиротонию совершали: митрополит Киевский и Галицкий Иоанн (Соколов), архиепископ Винницкий и Брацлавский Симон (Ивановский), епископ Харьковский и Богодуховский Нестор (Тугай), епископ Днепропетровский и Запорожский Иоасаф (Лелюхин).
С 15 октября 1964 года — епископ Львовский и Тернопольский.
26 октября того же года поручено временное управление Черновицкой епархией.
10 сентября 1965 года возведён в сан архиепископа с правом ношения креста на клобуке.
8 октября 1965 года назначен архиепископом Волынским и Ровенским.
Принимал участие в летней сессии Священного Синода 1972 года и в зимней сессии 1977—1978 года.
В октябре 1980 года организовал празднование 100-летия освящения Троицкого собора Корецкого монастыря, пригласив на него 4-х архиереев, наместника Почаевской лавры и настоятельниц 5 женских монастырей Украины и Белоруссии.
30 декабря 1986 года уволен на покой с назначением архиерейской пенсии.
Скончался 4 июля 1987 года в Луцке. Отпевание совершено 6 июня 1987 года в луцком Троицком кафедральном соборе епископом Волынским и Ровенским Варлаамом (Ильющенко). Похоронен рядом с Федосеевским кладбищенским храмом в Луцке.